# Kostel svatého Prokopa (Jarošov nad Nežárkou)
Kostel svatého Prokopa s přilehlým hřbitovem a farou v Jarošově nad Nežárkou v okrese Jindřichův Hradec je kulturní památka České republiky. Kostel je filiálním kostelem římskokatolické farnosti Nová Včelnice.

## Historie kostela
Kostel byl založen v 2. polovině 14. století. Postaven byl v gotickém slohu. První písemná zmínka o kostele pochází z roku 1384. V roce 1550 proběhla první stavební úprava. V roce 1720 byla ke kostelu přistavěna věž. V roce 1751 kostel (chrámová loď) vyhořel. V letech 1754 až 1755 byla chrámová loď obnovena, má dvě pole valené klenby. V roce 1833 byla zřízena kruchta.

## Popis kostela
Kněžiště s pětibokým závěrem je původní, z doby založení kostela. Zevně kněžiště jsou přistaveny opěráky. Hlavní oltář pochází z roku 1877, obraz na hlavním oltáři pochází z 90. let 17. století, namaloval jej Jan Jiří Heinsch. V kněžišti je pozdně gotická (3. čtvrtina 15. století) socha Madony (typ Assumpta) a kamenný gotický sanktuář. U pilířů chrámové lodě jsou rokokové sošky svatých, a to sv. Ivana, sv. Tekly, sv. Jáchyma a sv. Anny. Ve výklenku je barokní socha svatého Prokopa. U vstupu do kostela je kamenná gotická pokladnice.